# جامع بوجلود
جامع بوجلود هو مسجد تاريخي من عهد الموحدين يقع في القصبة السابقة لبوجلود. يوجد بالقرب من باب بوجلود، في فاس بالمغرب.

## تاريخ

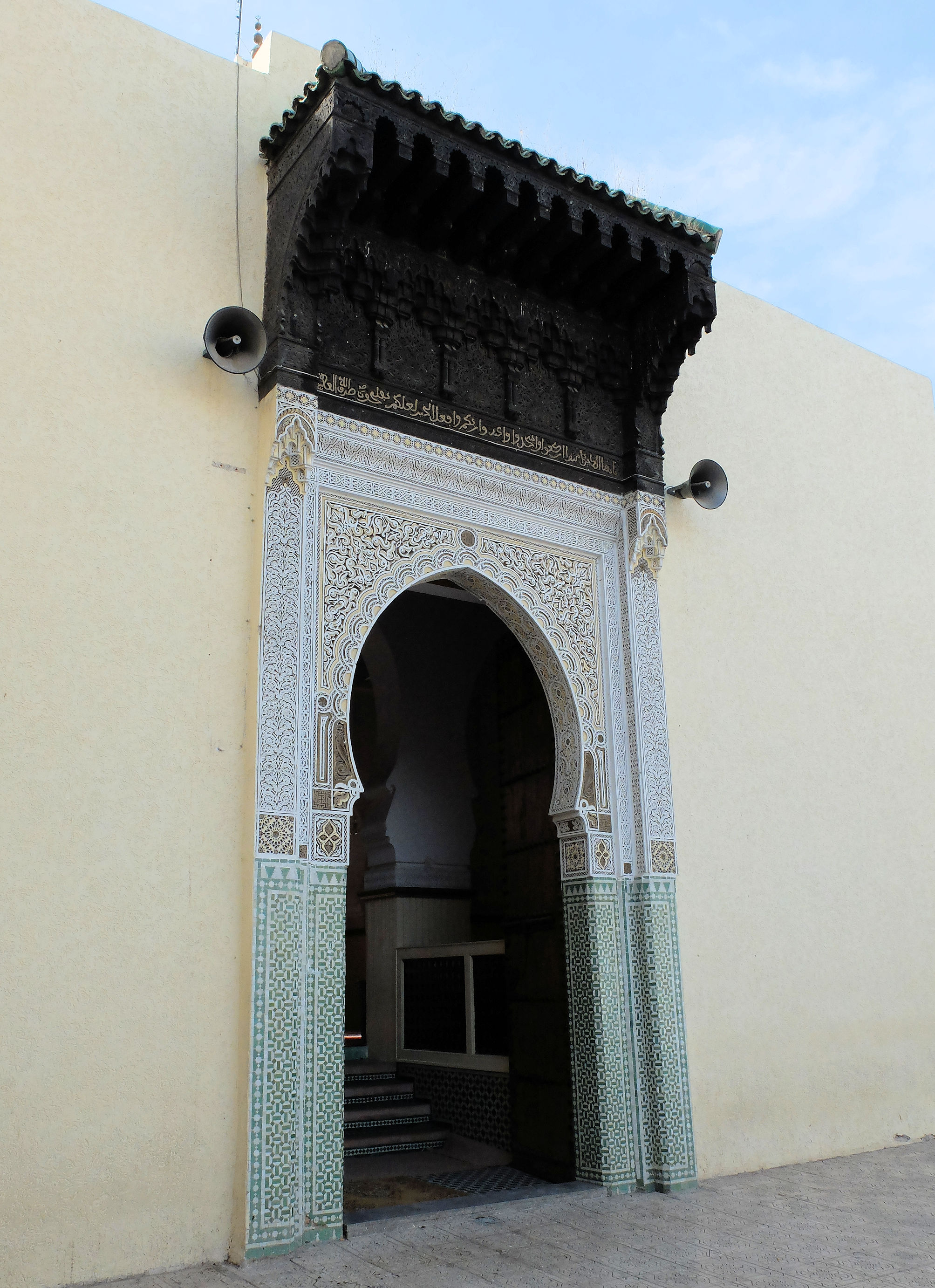
أحد مداخل المسجد.

قام بتأسيس المسجد الخليفة الموحدي أبو يوسف يعقوب بن يوسف المنصور، الذي حكم بين سنتي 1184 و1199م. (على الرغم من أن مؤلفًا آخر يَنسب تأسيس المسجد إلى محمد الناصر، الذي حكم بين سنتي 1199 و1213)، مما يجعله أحد أقدم المعالم الأثرية في المدينة وواحدًا من عدد قليل من مساجد الموحدين في فاس. في ذلك الوقت، أمر المنصور بإعادة بناء تحصينات فاس بعد تدميرها من قبل سلفه عبد المؤمن بن علي بعد سنة 1145، وقد اكتملت إعادة الإعمار في عهد خليفته محمد الناصر. تأسس المسجد على موقع القصبة المرابطية السابقة (الضاحية) في الضواحي الغربية لفاس، على هضبة فوق باقي المدينة. في عهد محمد الناصر، أُعيد بناء قصبة بوجلود وجُعِلَ المسجد جزءًا منها، وهو بمثابة المسجد الرئيسي للقلعة.
على الرغم من الدمار الذي حدث في عهد عبد المؤمن، شهدت فاس فترة من الرخاء والنمو في ظل استقرار الموحدين. وبحلول عهد المنصور، كانت المدينة قد توسعت بالفعل غربًا حتى هذه المنطقة. كانت هذه الأحياء الغربية بعيدة تمامًا عن مساجد الجمعة الرئيسية في وسط المدينة (أي جامعة القرويين وجامع الأندلس). وبالتالي، قد يكون جزء من الدافع لتأسيس هذا المسجد الجديد هو توفير مسجد جامع تُجرى فيه خطبة الجمعة، يكون قريبا من الأحياء الغربية من المدينة وحاميات الموحدين. وهكذا كان جامع بوجلود هو مسجد الجمعة الثالث الذي تم بناؤه في فاس في ذلك الوقت. (في وقت لاحق، أصبح تقليد بناء مسجد الجمعة لكل حي أكثر رسوخًا في المغرب وتضاعف عدد مساجد الجمعة في فاس بشكل ملحوظ).)
في عام 1248، استولى المرينيون بقيادة زعيمهم أبو يحيى بن عبد الحق على فاس من الموحدين. كان أبو يحيى مسؤولاً عن بناء المئذنة الحالية لمسجد بوجلود، كما يشهد عليه نقش التأسيس. (وهو أول نقش للمؤسسة المرينية على نصب تذكاري.) أعاد الوطاسيون (أواخر القرن الخامس عشر إلى منتصف القرن السادس عشر) بناء المسجد وقاموا بتوسيعه قليلاً على جانبه الغربي. في عهد السلاطين العلويين خلال القرن التاسع عشر، تم ترميم المئذنة وزيادة ارتفاعها، بينما تم تجديد المدخل. بصرف النظر عن الإصلاحات والتعديلات الطفيفة الأخرى عبر القرون، حافظ المسجد بشكل عام على تصميمه الموحد.